# Synchaeta tavina
Synchaeta tavina är en hjuldjursart som beskrevs av Althaus 1957. Synchaeta tavina ingår i släktet Synchaeta och familjen Synchaetidae. Arten är reproducerande i Sverige. Inga underarter finns listade i Catalogue of Life.